# Union générale des combattants russes

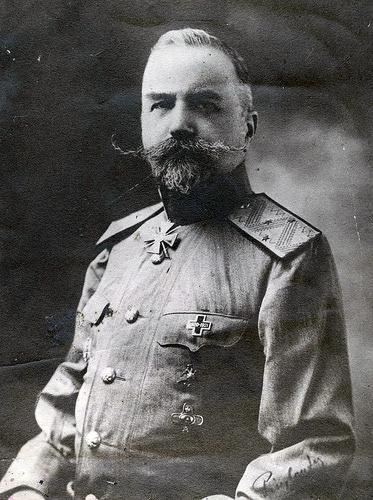
Evgenij K. Miller.

 (février 2023).
Améliorez-le ou discutez des points à vérifier. 
 (février 2023).
Si vous disposez d'ouvrages ou d'articles de référence ou si vous connaissez des sites web de qualité traitant du thème abordé ici, merci de compléter l'article en donnant les références utiles à sa vérifiabilité et en les liant à la section « Notes et références ».
L'Union générale des combattants russes (russe : Русский Общевоинский Союз, désignée par son acronyme ROVS), était une organisation militante anticommuniste russe blanche, fondée dans le royaume des Serbes, Croates et Slovènes le 1er septembre 1924 par le général baron Wrangel, le dernier commandant de l’Armée russe, pour maintenir un lien entre les militaires russes, officiers et soldats, de l'émigration.

## Histoire

### Organisation
L'objet de l'union était, selon les mots du général Wrangel, de « réunir les guerriers russes dispersés dans le monde entier, renforcer les liens moraux entre eux, sauvegarder les meilleures traditions de l’Armée impériale russe ».
« Grande, Unie, Libre ! » (la Russie), cette devise de l’Armée des volontaires demeura celle de la ROVS.
Dans les années 1920-1930, la ROVS fut divisée en six sections :
- 1re section en France ;
- 2e section en Allemagne ;
- 3e section en Bulgarie ;
- 4e section en Yougoslavie ;
- 5e section en Belgique ;
- 6e section en Tchécoslovaquie ;

Les associations des régiments de la Garde impériale, l’Union des combattants russes de Gallipoli, des groupes particuliers d’anciens combattants et des personnes privées furent aussi inclus dans la ROVS.
L'union fut combattue par les services de renseignement soviétiques. Grâce à des agents doubles et de faux groupes monarchistes en Russie, le NKVD contra les activités du ROVS. Le général A.P. Koutiepoff, président de l'Union de 1928 à 1930, fut enlevé et assassiné en 1930. Le général E.K. Miller, troisième président de la ROVS (1930-1937), fut enlevé, emmené secrètement à Moscou et tué.
Les dirigeants de la ROVS attribuaient une grande importance à l'éducation des jeunes générations d'émigrés russes dans l'esprit chrétien, patriotique et anticommuniste. De nombreuses écoles d’officiers et de sous-officiers et des cours de préparation au service militaire fonctionnèrent au sein de la ROVS.
Au début des années 1930, l’organisation comptait près de 40 000 membres.

### En guerres contre le communisme
Les volontaires de la ROVS intervenaient clandestinement sur le territoire de l'URSS. Ils intervinrent également contre les communistes pendant les guerres en Espagne, en Chine (1936-1939) et en Finlande (1939-1940).

### Pendant la Seconde Guerre mondiale
Au cours de la Seconde Guerre mondiale, certains volontaires de la ROVS prirent parti pour la Wehrmacht, tandis que d'autres adhérèrent à la coalition anti-hitlérienne en espérant qu’après la défaite des nazis, les pays alliés déclareraient la guerre à l'URSS.
En septembre 1941, les émigrés russes blancs résidant en Yougoslavie et en Bulgarie formèrent le Corps russe comme un détachement de la Wehrmacht, pour affronter les bandes de partisans rouges de Tito. 80 % du Corps furent complétés des volontaires de la ROVS.

### Après la Seconde Guerre mondiale
Après la Seconde Guerre mondiale, la ROVS connut des difficultés, certains pays européens et asiatiques où vécurent les Russes blancs étant occupés par des troupes soviétiques. Les sections de la ROVS en Tchécoslovaquie, en Bulgarie, en Yougoslavie, en Allemagne de l'Est et en Chine furent fermées. Les combattants de la ROVS qui n'avaient pas pu partir furent arrêtés par les agents du NKVD, mis à mort ou incarcérés au Goulag.
Après avoir perdu beaucoup d'officiers, l'Union générale, démunie de ressources, continua néanmoins à revendiquer ses principes fondateurs et à combattre idéologiquement le régime totalitaire soviétique, en essayant d'attirer des jeunes émigrés russes.
La ROVS salua la chute de l'URSS en 1991, mais en même temps, manifesta une attitude très négative envers le démembrement du territoire soviétique et ne reconnut pas le régime de la fédération de Russie. En 1992, la ROVS ouvrit une section en Russie.

### Dissolution
Avec la disparition des vétérans de la guerre civile russe, le rôle de la ROVS déclina dès la Seconde Guerre mondiale. En 2000, le président de la ROVS, Vladimir Vichnevski, organisa un vote sur la dissolution de l'Union. Une vaste majorité des membres se prononça pour cette dissolution, effective le 4 novembre 2000. Pour les descendants de l'émigration blanche, la ROVS était dissoute. La nouvelle branche russe de l'union autour de I.B. Ivanov, adjoint de V. Vichnevski, conteste toutefois cette dissolution et poursuit des activités sous le nom de nouvelle ROVS.

## Présidents de la ROVS

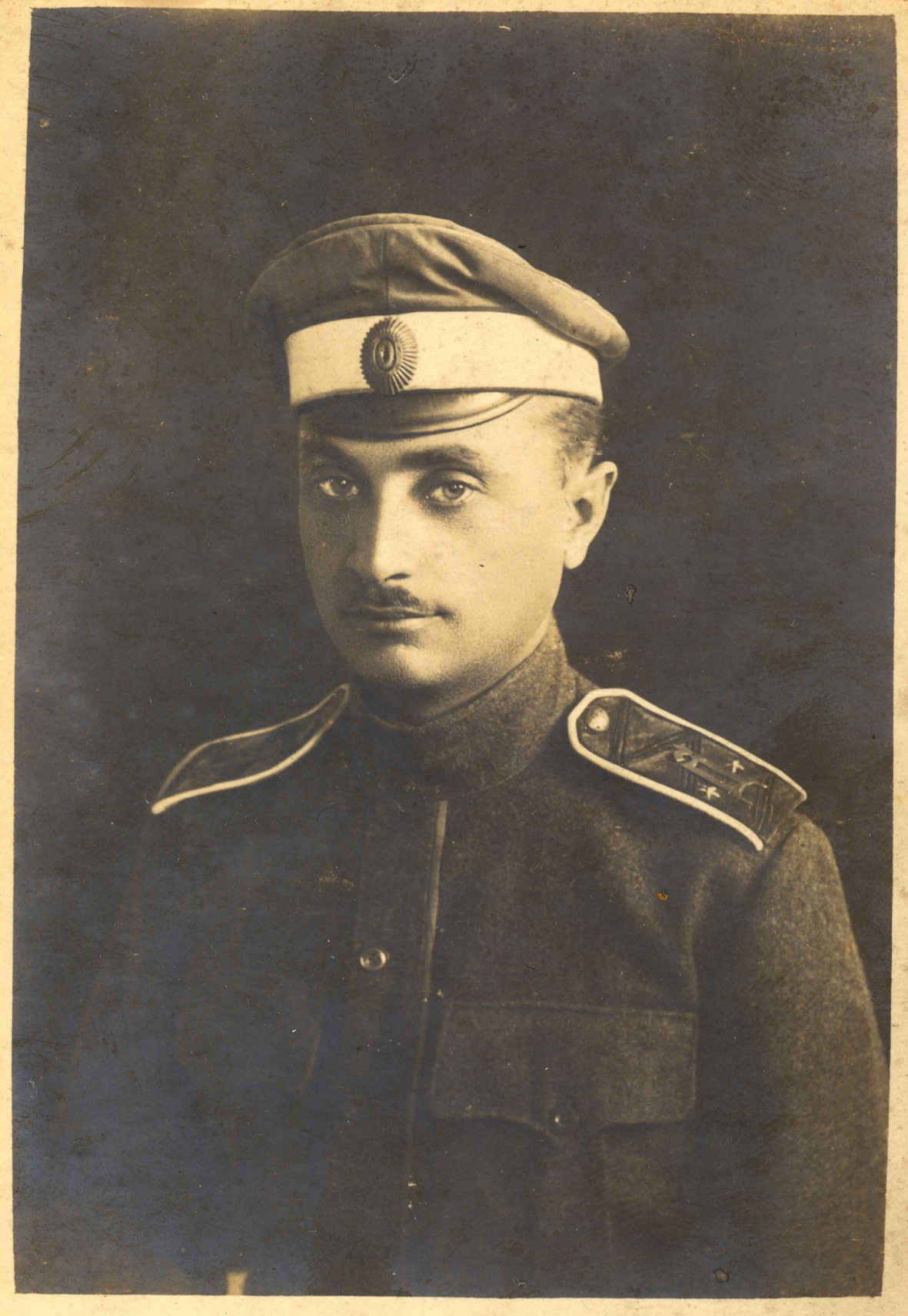
V.G. Kharjevski.

- Piotr Nikolaïevitch Wrangel (1924-1928)
- Alexandre Pavlovitch Koutiépov (1928-1930)
- Evgueni Karlovitch Miller (1930-1937)
- Fedor Fedorovitch Abramov (1937-1938)
- Alexeï Petrovitch Arkhangelski (ru) (1938-1957)
- Alexei Alexandrovitch von Lampe (1957-1967)
- Vladimir Grigorievitch Kharjevski (ru) (1967-1979)
- Vladimir Petrovitch Ossipov (1979-1983)
- Vladimir Ivanovitch Diakov (ru) (1983-1984)
- Piotr Alexeïevitch Kalénitchenko (1984-1986)
- Boris Mikhaïlovitch Ivanov (ru) (1986-1988)
- Nikita Ivanovitch Iovitch (1988-1988)
- Vladimir Vladimirovitch Granitov (ru) (1988-1999)
- Vladimir Nikolaïevitch Boutkov (ru) (1999-2000)
- Vladimir Alexandrovitch Vichnevski (ru) (2000-2000)

### Président de la nouvelle ROVS
- Igor Borissovitch Ivanov (depuis 2000)

### Présidents honoraires de la nouvelle ROVS
- Nikolaï Vassiliévitch Fedorov (ru) (2000-2003)
- Yaropolk Léonidovitch Mikhéïev (ru) (depuis 2004)